# Mercedes-Benz Atego
Il Mercedes-Benz Atego è un autocarro prodotto da Mercedes-Benz a partire dal 1997 per la distribuzione di merci urbana.
Nel 1999 ha vinto il premio International Truck of the Year.
Inizialmente era disponibile nei pesi di 7,5 - 26 t, ma nel 2005 le versioni da 18 a 26 t sono state denominate Mercedes-Benz Axor e con la denominazione "Atego" sono rimasti in catalogo gli automezzi specificatamente destinati alla distribuzione urbana e con un P.T.T. variabile dalle 6,5 alle 16 tonnellate. I motori sono da 4 a 6 cilindri, omologati Euro 4, in una gamma di cilindrate da 4,2 a 6,4 L, eroganti potenze variabili tra i 156 e i 286 cv.
Le varie versioni partono da un passo minimo di 3.020 mm e l'equipaggiamento standard, vista la sua precipua destinazione d'uso, prevede una cabina con un'altezza interna di 1.510 mm, pur essendo disponibili anche modelli con abitacolo allungato o rialzato a 1.910 mm per poter alloggiare un letto.
Le versioni da corsa sono semplicemente denominate Mercedes-Benz Race Truck e hanno partecipato nella ADAC Truck Grand Prix e nella NRW Truck Cup.